# Anthony Lee (baloncestista)
Anthony Lee (Orlando, Florida, 24 de mayo de 1991) es un jugador de baloncesto con nacionalidad estadounidense. Con 2,06 metros de altura juega en la posición de ala-pívot. Actualmente forma parte de la plantilla del KB Ylli de la Superliga de Kosovo.

## Trayectoria
Es un jugador natural de Orlando (Florida), formado en la Universidad del Temple en Filadelfia, con la que jugó durante tres temporadas en la NCAA con los Temple Owls desde 2011 a 2014. En 2014, ingresaría en la Universidad Estatal de Ohio, para jugar la temporada 2014-15 en la NCAA con los Ohio State Buckeyes.
Tras no ser drafteado en 2015, debutaría como profesional en Austria  las filas del BSC Raiffeisen Panthers Fürstenfeld de la Admiral Basketball Bundesliga, durante la temporada 2015-16.
En mayo de 2016 se unió a Bohemios de la Liga Uruguaya de Básquetbol, pero dejó el club tras haber jugado 3 partidos. En octubre fue contratado por el Rapla KK de la Latvian-Estonian Basketball League, siendo también rápidamente desvinculado de equipo (con los estonios jugó apenas un partido). Pasó luego en diciembre al KB Košice de la Slovenská Basketbalová Liga, donde actuó en 8 partidos, y terminó la temporada 2016-17 jugando para el Maccabi Ramat Gan de la Liga Leumi de Israel. 
En la temporada 2017-18, juega 21 partidos en las filas del Rethymno BC en la A1 Ethniki en el que promedia 6.71 puntos.
En la temporada 2018-19, firma por el Vytautas Prienu de la Lietuvos Krepšinio Lyga con el que juega 9 partidos. En la misma temporada jugaría en el Yeni Mamak Spor Klubu de la TBL turca y en los Hamilton Honey Badgers de la Canadian Elite Basketball League.
En la temporada 2019-20, juega en el Panionios BC de la A1 Ethniki, en el que juega 11 partidos en los que promedia 7,55 puntos. En la misma temporada, jugaría dos partidos en el KK Gostivar 2015 de la Makedonska Prva Liga, en el que promedia 8,5 puntos.
En la temporada 2020-21, regresa a las filas del Yeni Mamak Spor Klubu de la TBL turca. En 17 encuentros promedió 13.8 puntos y 9.5 rebotes por encuentro.
El 30 de agosto de 2021, firma por el CB Almansa de la LEB Oro.
El 9 de enero de 2022, firma por el P.A.O.K. BC de la A1 Ethniki.
Tras jugar en Argentina y Chile, en octubre de 2023 se unió al KB Ylli de la Superliga de Kosovo.